# 1789년 법원조직법
1789년 법원조직법(ch. 20, 1 Stat. 73)은 1789년 9월 24일 제1차 미국 의회 회기 중에 제정된 미국 연방 법규였다. 이 법은 미국 연방 사법부를 설립했다. 미국 헌법 제3조, 제1절은 "미국의 사법권은 대법원과 의회가 설립하기에 적합하다고 판단하는 하급 법원에 귀속된다"고 규정했다. 이 법은 어떤 법원의 구성이나 절차에 대한 규정을 두지 않고, 의회가 결정하도록 했다.
별도의 연방 사법부의 존재는 헌법의 비준을 둘러싼 논쟁 동안 논란의 여지가 있었다. 반연방주의자들은 사법권을 국가 폭정의 잠재적인 도구로 비난했다. 실제로 결국 권리장전이 된 10개의 수정안 중 5개(즉, 제4조부터 제8조까지)는 주로 사법 절차를 다루었다. 비준 후에도 강력한 사법부에 반대하는 일부 사람들은 연방 법원 시스템이 대법원과 어쩌면 지역 해사 판사로 제한되어야 한다고 주장했다. 그러나 의회는 더 넓은 관할권을 가진 연방 재판 법원 시스템을 설립하기로 결정하여 각 주 내에서 국가 법률의 시행을 위한 기관을 만들었다.

## 입법 역사
상원의원 리처드 헨리 리(AA-버지니아주)는 1789년 6월 12일 위원회에서 사법 법안을 보고했다. 이후 제3대 미국 연방 대법원장을 지내게 될 코네티컷주의 올리버 엘스워스(Oliver Ellsworth)가 그 주 저자였다. 이 법안은 1789년 7월 17일 상원에서 14 대 6으로 통과되었고, 하원은 1789년 7월과 8월에 이 법안을 논의했다. 하원은 1789년 9월 17일 수정된 법안을 37 대 16으로 통과시켰다. 상원은 하원의 수정안 4개를 삭제하고 나머지 조항을 1789년 9월 19일 승인했다. 하원은 1789년 9월 21일 상원의 최종 법안을 통과시켰다. 미국 대통령 조지 워싱턴은 1789년 9월 24일 이 법안에 서명하여 발효시켰다.

## 법률 조항

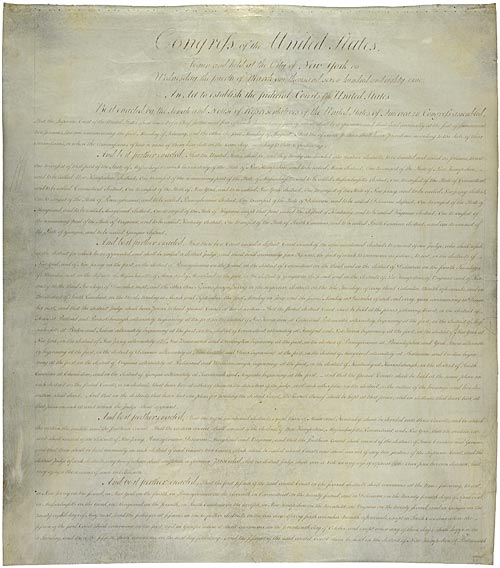
1789년 법원조직법의 첫 페이지

이 법은 대법원 재판관의 수를 6명으로 정했다. 대법원장 1명과 대법관 5명이었다. 대법원은 주들 사이 또는 주와 미국 사이의 모든 민사소송과 대사 및 기타 외교관에 대한 모든 소송 및 절차에 대해 배타적인 원심 관할권을 가졌다. 또한 주가 당사자인 다른 모든 사건과 대사가 제기하는 모든 사건에 대해서는 원심 관할권을 가졌지만 배타적이지는 않았다. 법원은 연방 순회 법원의 결정과 미국의 법령이나 조약을 무효로 하거나, 연방 헌법, 조약 또는 법률과 일치하지 않는다고 이의 제기된 주 법률이나 관행을 유효하다고 판단하거나, 연방 헌법, 조약 또는 법률의 조항에 따른 당사자의 주장을 기각하는 주 법원의 결정에 대해 항소 관할권을 가졌다.
SECTION 1. Be it enacted by the Senate and House of Representatives of the United States of America in Congress assembled, That the supreme court of the United States shall consist of a chief justice and five associate justices, any four of whom shall be a quorum, and shall hold annually at the seat of government two sessions, the one commencing the first Monday of February, and the other the first Monday of August. [bold added]— Judiciary Act of 1789

이 법은 또한 당시 헌법을 비준한 11개 주 내에 13개의 사법 관할구를 만들었다(노스캐롤라이나주와 로드아일랜드주는 1790년에 사법 관할구로 추가되었고, 다른 주들은 연방에 가입할 때 추가되었다). 버지니아주와 매사추세츠주를 제외하고 각 주는 하나의 관할구를 구성했다. 매사추세츠는 메인주 관할구(당시 매사추세츠의 일부)와 매사추세츠 관할구(현재의 매사추세츠를 포함)로 나뉘었다. 버지니아는 켄터키주 관할구(당시 버지니아의 일부)와 버지니아 관할구(현재의 웨스트버지니아주와 버지니아를 포함)로 나뉘었다.
이 법은 각 사법 관할구에 순회 법원과 지방 법원을 설치했다(메인과 켄터키에서는 지방 법원이 순회 법원의 관할권 대부분을 행사했다). 지방 법원 판사와 (초기에는) 두 명의 대법원 재판관이 "순회"하는 것으로 구성된 순회 법원은 중범죄와 다양성 관할 또는 미국이 원고로 참여하는 최소 500달러 이상의 민사 사건에 대해 영미법계 및 형평법상의 원심 관할권을 가졌다. 순회 법원은 또한 지방 법원에 대한 항소 관할권을 가졌다. 단일 판사 지방 법원은 주로 해사 사건, 경범죄, 그리고 미국에 대한 최소 100달러 이상의 소송에 대한 관할권을 가졌다. 특히, 이 시기에는 의회가 연방 법원에 연방문제관할을 부여하지 않았기 때문에 다양성 관할은 연방 법원의 "원래"이자 "오래된" 관할권으로 묘사되어 왔다.
의회는 다른 주의 시민에게 소송을 당한 자가 원고의 본거지 주 법원에서 소송을 연방 순회 법원으로 이송할 수 있도록 허용했다. 에드워드 A. 퍼셀 주니어에 따르면, 이송은 이 법의 "가장 중요한 혁신"이었다. 헌법은 이송 관할권에 대해 아무런 언급도 하지 않는데, 이는 "국가 사법권이 주의 사법권보다 우위에 있음을 주장하는 강력한 장치"였다.
이 법은 법무부 장관실을 신설했는데, 법무부 장관의 주요 책임은 대법원에서 미국을 대표하는 것이었다. 이 법은 또한 각 사법 관할구에 미국 연방 검사와 미국 연방보안관을 신설했다.
1789년 법원조직법에는 현재 28 U.S.C. § 1350으로 성문화된 외국인 불법행위 법령이 포함되어 있는데, 이 법령은 국제법 또는 미국 조약을 위반하는 외국인의 불법행위 소송에 대해 지방 법원에 관할권을 부여한다.

## 시행
법원조직법에 서명한 직후, 워싱턴 대통령은 법에 의해 신설된 직책에 대한 지명을 제출했다. 지명자 중에는 존 제이가 대법원장으로, 존 러틀리지, 윌리엄 쿠싱, 로버트 H. 해리슨(Robert H. Harrison), 제임스 윌슨, 존 블레어가 대법관으로, 에드먼드 랜돌프가 법무부 장관으로 지명되었다. 또한 코네티컷주, 델라웨어주, 조지아주, 켄터키주, 메릴랜드주, 메인주, 매사추세츠주, 뉴햄프셔주, 뉴저지주, 뉴욕주, 펜실베이니아주, 사우스캐롤라이나주, 버지니아주에 대한 수많은 지방 법원 판사, 미국 연방 검사, 미국 연방보안관이 지명되었다. 워싱턴의 대법원 지명자 6명 모두 상원에서 인준되었다. 그러나 해리슨은 취임을 거절했다. 그 자리에 워싱턴은 나중에 제임스 아이레델을 지명했으며, 그는 1790년에 대법원에 합류하여 대법원이 "정원" 6명으로 구성되게 했다.
미국 연방 대법원에서 첫 6명의 재판관(선임 순서)은 다음과 같다.

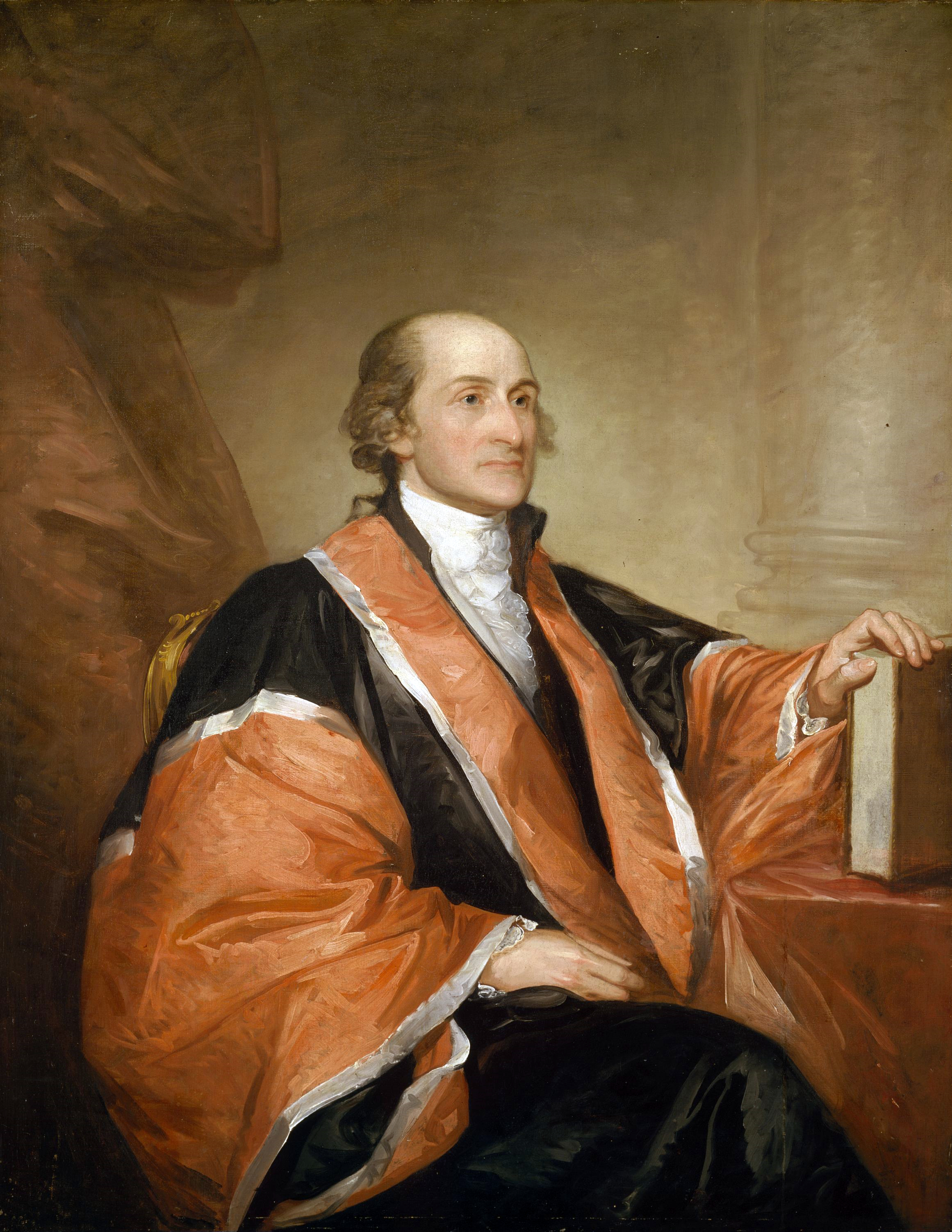
존 제이 대법원장 임명: 1789년 9월 26일
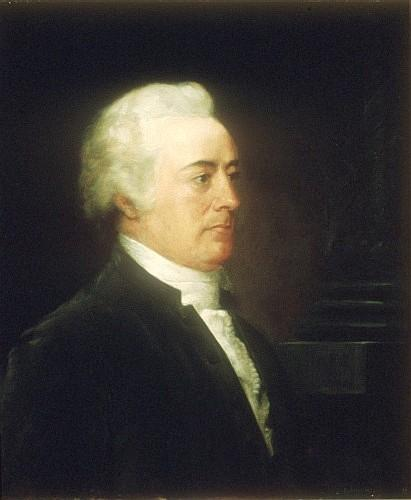
존 러틀리지 대법관 임명: 1789년 9월 26일
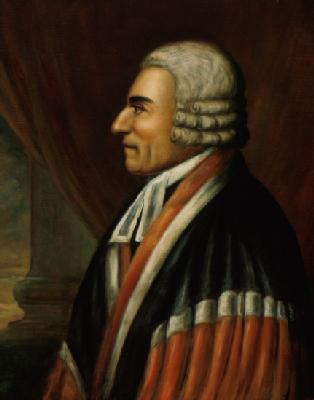
윌리엄 쿠싱 대법관 임명: 1789년 9월 27일
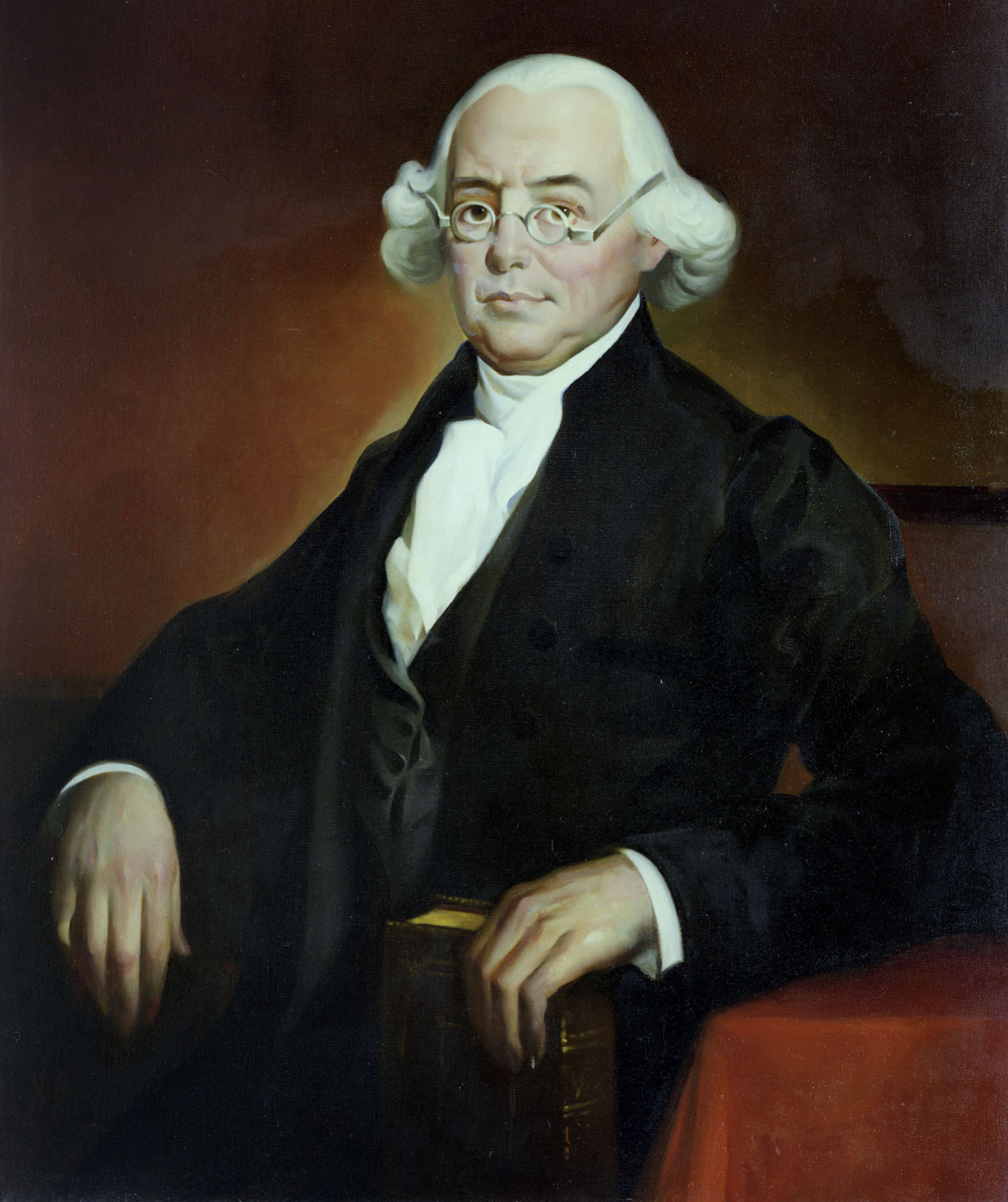
제임스 윌슨 대법관 임명: 1789년 9월 29일
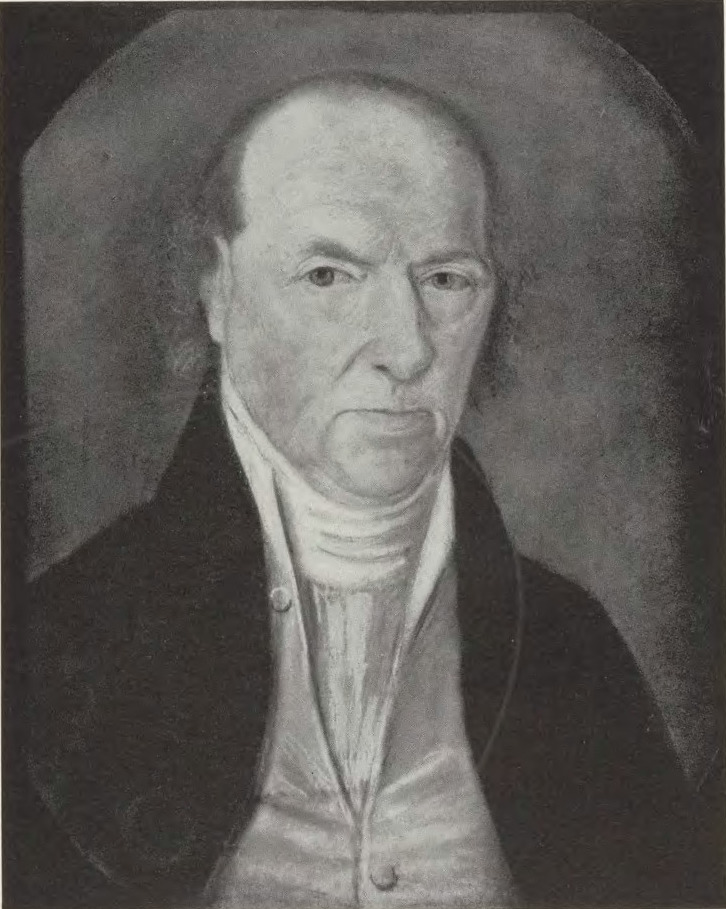
존 블레어 대법관 임명: 1789년 9월 30일
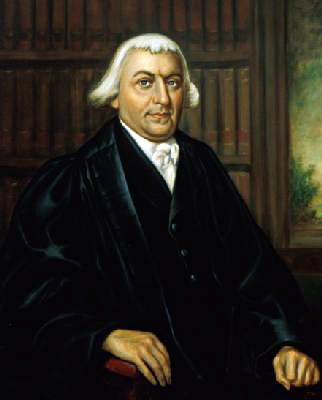
제임스 아이레델 대법관 임명: 1790년 2월 10일

재판관들의 선임 순서는 1789년 법원조직법 제1절에 의해 정해졌는데, 각 재판관이 취임 전 워싱턴 대통령으로부터 받은 사법 임명장에 기재된 날짜를 기준으로 선임 순서가 정해졌다. 재판관의 선임 순서를 정하는 이 규칙은 오늘날 28 U.S.C. § 4조에 성문화되어 있다.

## 사법심사
법원조직법 제13조의 한 조항은 대법원에 직무집행 영장을 원심 관할권에 따라 발부할 권한을 부여했는데, 이 조항은 나중에 위헌으로 선언되었다. 미국 법의 중대한 사건 중 하나인 마베리 대 매디슨 사건에서, 대법원은 이 조항이 대법원의 원심 관할권을 헌법이 허용하는 범위를 넘어 확대하려고 시도했기 때문에 위헌이라고 판결했다. 이 사건은 사법부가 헌법이 허용하는 바를 해석하고 헌법에 위배되는 법률을 집행할 수 없다고 선언할 수 있고 또 반드시 그래야 함을 명확히 확립한 첫 번째 사건이었다. 따라서 1789년 법원조직법은 대법원에 의해 부분적으로 무효화된 최초의 의회 법안이었다.

## 같이 보기
- 조지 워싱턴이 임명한 연방 판사 목록
- 미국 법원 목록
- 미국 헌법
- 미국 대법원 개혁